# هلاواتتسه (منطقه تابور)
هلاواتتسه (به چکی: Hlavatce) یک منطقهٔ مسکونی در جمهوری چک است که در منطقه تابور واقع شده‌است.
 هلاواتتسه ۱۹٫۳۴ کیلومتر مربع مساحت و ۳۶۴ نفر جمعیت دارد و ۴۷۸ متر بالاتر از سطح دریا واقع شده‌است.